# Le Couteau de Ravaillac
Le Couteau de Ravaillac est un roman historique de Juliette Benzoni paru en 2010. Il compose le second volet de la série Le Bal des poignards.